# Апофеоз демократии
«Апофеоз демократии» — скульптурная композиция американского скульптора Пола Уэйланда Бартлетта, расположенная на восточном фронтоне портика Палаты представителей Капитолия в Вашингтоне, США.

## Описание
Центром фронтона является фигура аллегорического Мира, одетого в доспехи и изображенного защищающим Гения. Прислонившись к правой ноге Мира, Гений держит в правой руке факел, символизирующий бессмертие. Мир стоит перед оливковым деревом. Слева от Мира находится фигура Земледельца, а рядом с ним - жнец со своим помощником, фермер со своим быком, путти, несущий виноград, и мать с ребёнком, играющим с бараном. Справа от Мира находится Промышленность, а рядом с ним гравер, слесарь, литейщик, фабричная рабочая и рыбак. Углы фронтона имеют волны, которые представляют собой Атлантический и Тихий океаны. Фронтон выполнен из мрамора.

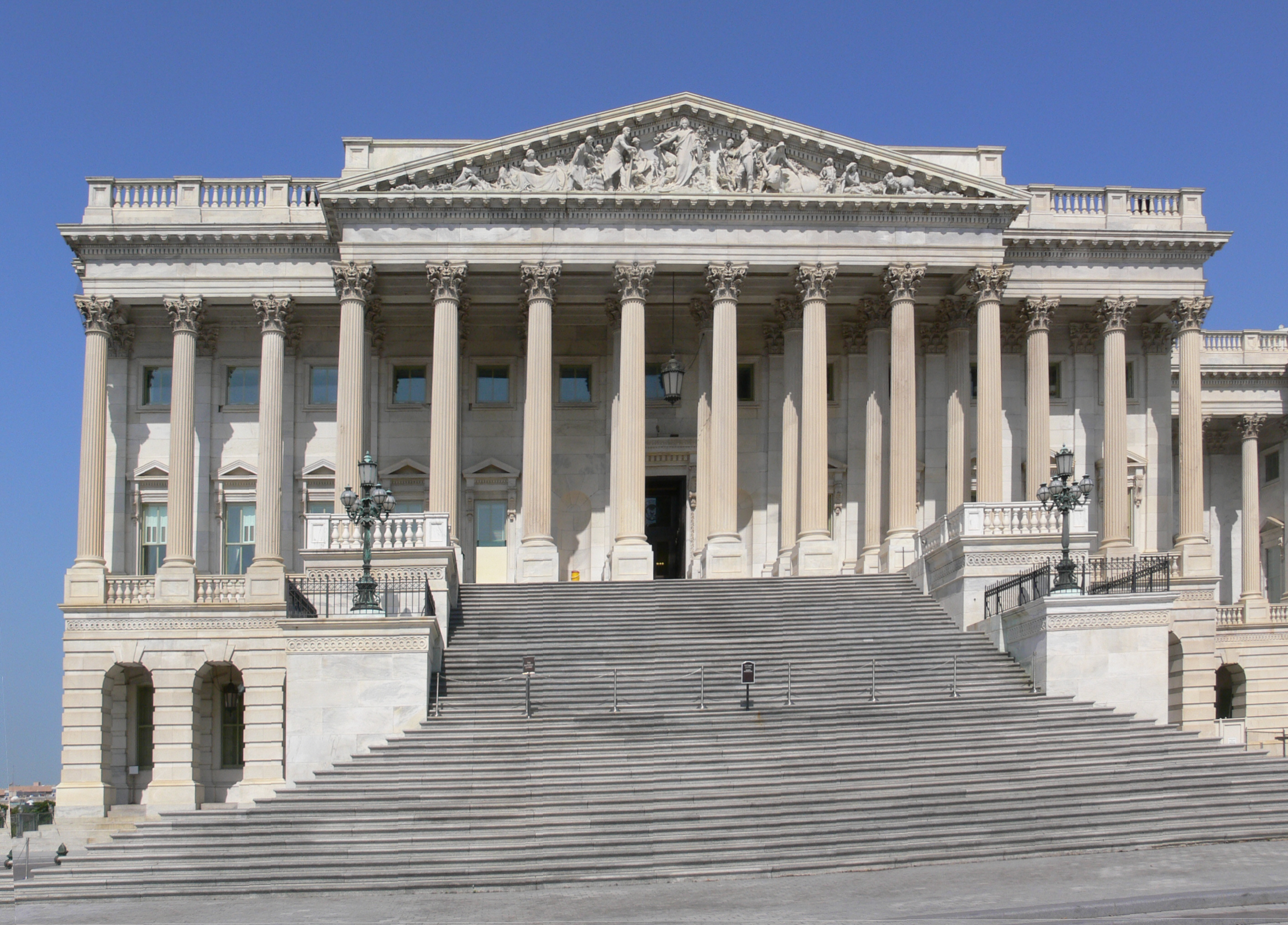

Первоначальный фронтон был заказан Эрастусу Доу Палмеру в 1857 году, однако работа так и не была завершена из-за отсутствия финансирования. Очередной конкурс был проведен в 1908 году, и для выполнения работ был выбран Бартлетт.
Барлетт подписал контракт в феврале 1909 года, а в январе 1915 года было указано, что он «с тех пор постоянно занимается» выполнением этой задачи, что составляет шесть лет работы. Фигуры были смоделированы в Париже, Франции и Вашингтоне в период с 1911 по 1914 год и вырезаны братьями Пиччирилли с 1914 по 1916 год. Фронтон был открыт 2 августа 1916 г.